# خدرنق كشميري
خدرنق كشميري (الاسم العلمي: Cheiracanthium kashmirense) هو نوع من العنكبوتيات يتبع جنس الخدرنق من الفصيلة العناكب الكيسية.